# Charles de Gaulle (R91)
El Charles de Gaulle (R91) es el único portaaviones francés en servicio, y el buque insignia de la Marine Nationale. Es el décimo portaaviones francés, y su primer buque de superficie propulsado por energía nuclear, así como el primer portaaviones nuclear no estadounidense. Recibe su nombre en honor a Charles de Gaulle, que fuera general del ejército francés, jefe de las Fuerzas Francesas Libres durante la Segunda Guerra Mundial y presidente de la República.
El buque usa un complemento aéreo de Dassault Rafale M y E-2C Hawkeye. Es el tercer mayor portaviones de Europa tras los británicos de la clase Queen Elizabeth y el ruso Almirante Kuznetsov. Es un portaaviones tipo CATOBAR y usa el mismo tipo de catapultas que los portaaviones de la clase Nimitz, las catapultas de vapor C13. Está planificado que sea sustituido por el PANG en el año 2038.

## Construcción
Cuando se aprobó la clase Clemenceau se planeó la próxima clase, mucho más grande, conocida como PA58. La energía nuclear en Francia no estaba lo suficientemente avanzada como para equipar el nuevo portaaviones con una planta nuclear y, por lo tanto, la solución elegida fue turbinas de vapor.

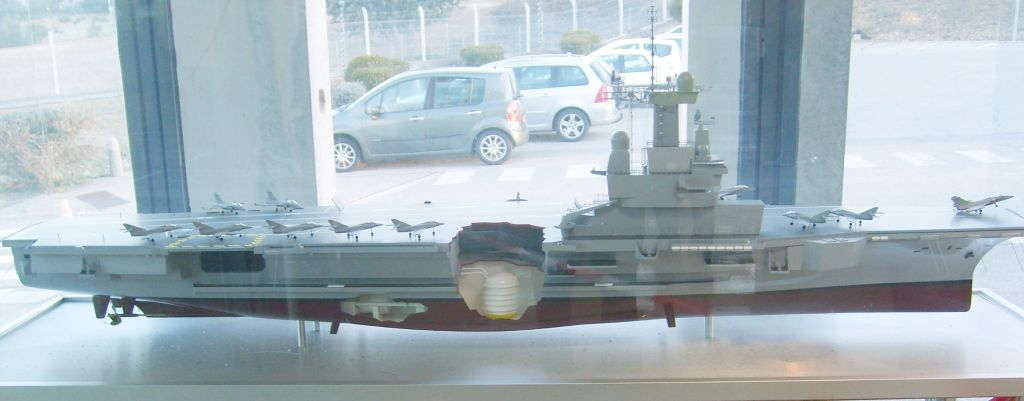
Maqueta del Charles de Gaulle.

En 1973 el Programa naval llamado Plan bleu buscaba dotar a la Marine Nationale para el año 1985 de dos porta-helicópteros PH-75 de 18.400 toneladas y propulsión nuclear para así sustituir al portaviones Arromanches (R95). El proyecto pasó a ser PA-75, con ski-jump y aviones V/stol, en 1976. Los retrasos llevaron a que se abandonara el PA-75 en 1980 para plantearse reemplazar los clase Clemenceau con dos portaviones de propulsión nuclear (PAN).

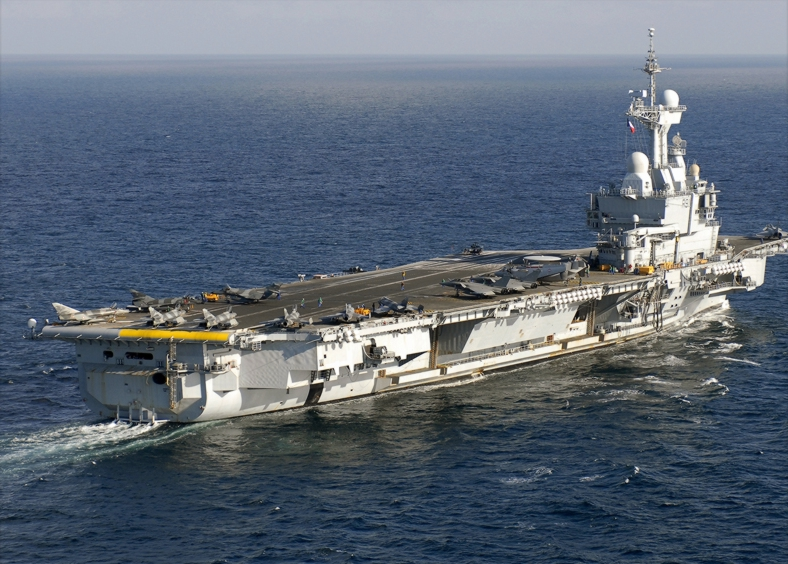
Vista trasera del Charles de Gaulle (R 91) en 2009.

El 23 de septiembre de 1980 se autorizó la construcción de dos portaaviones nucleares por parte del gobierno de Francia. La orden de ejecución se retrasó por dificultades financieras hasta el 4 de febrero de 1986. Inicialmente se había previsto llamarlo Richelieu, en honor a Armand-Jean du Plessis, Cardenal y duque de Richelieu, pero en las elecciones de 1985 los gaullistas accedieron al poder y se cambió su nombre por el de Charles de Gaulle, en honor al que fue general y presidente de Francia. El 7 de febrero de 1987 el nombre fue oficialmente cambiado por decisión del nuevo primer ministro, el gaullista Jacques Chirac. Los retrasos se acumularon a medida que se discutía una asociación con la Armada de Reino Unido que tenía requisitos muy similares y buscaba equiparse con portaviones, aunque quería un portaviones de propulsión convencional. Al final, el Charles De Gaulle (R91) se apartó del proyecto conjunto franco-británico y el segundo portaviones fue finalmente cancelado en los recortes presupuestarios posteriores al fin de la guerra fría.
El portaaviones reemplazó al Foch en 2001, que fue vendido a Brasil. Fue puesto en grada en 14 de abril de 1989 en los astilleros de DCN en Brest. La construcción del buque sufrió varias paradas por motivos económicos. Fue botado el 7 de mayo de 1994 en presencia de la familia de Gaulle. 
Efectuó sus pruebas de mar desde enero de 1999 hasta junio del 2000, y se entregó oficialmente a la marina en octubre de ese mismo año. Su coste total fue de 3.000 millones de euros.
Superó una serie de problemas inicialmente generados por su planta propulsora, similar a la que montan los submarinos estratégicos SNLE de la clase Le Triomphant, lo que obligó a destinar al portaaviones a varios especialistas en propulsión nuclear procedentes del arma submarina. Para cumplir con los estándares de seguridad mejorados para el nivel de radiación, hubo de añadirse blindaje adicional antirradiación. También se hubo de adaptar la longitud de la pista para poder operar los E2C Hawkeye.

## Espionaje
En 1993, un grupo de oficiales del MI6 fueron descubiertos cuando se hacían pasar por ingenieros mientras inspeccionaban el navío durante su construcción. Se supone que evaluaban la protección de los reactores nucleares.

## Características

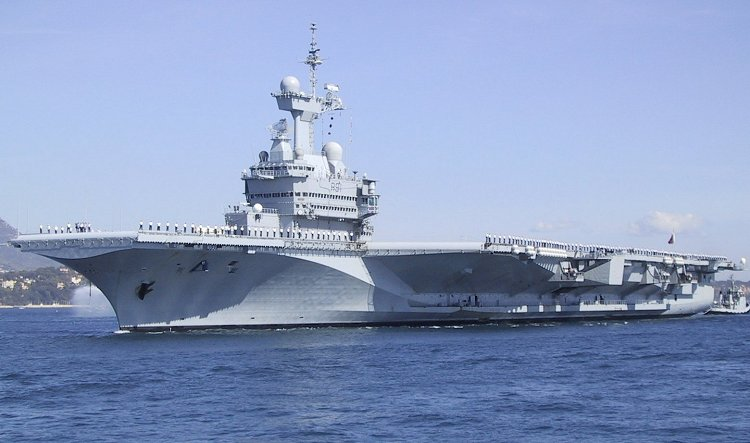
El Charles de Gaulle (R 91) en 2005.

La anchura máxima de su cubierta de vuelo es de 64.36 m, con un ángulo de 8.5° en su parte inclinada y una longitud de 200 m. Dispone de dos ascensores en voladizo por estribor, con unas dimensiones de 19 por 12.5 m y una capacidad de carga de 36 tn. El hangar tiene unas dimensiones de 138.5 m de longitud, 29.4 m de anchura y 6.1 m de alto, y 4.600 m² de superficie útil.
La maquinaria está formada por dos reactores nucleares refrigerados por agua modelo K15, con una potencia total de 300 megavatios, que mueven dos turbinas de gas GEC Alsthom. Estas mueven dos hélices de cuatro palas, que impulsan al navío a la velocidad máxima de 27 nudos. Puede operar ininterrumpidamente durante cinco años sin repostar su combustible nuclear. Sus dos reactores generan el vapor necesario para todos los servicios de a bordo, incluidas las dos catapultas de 75 m de origen americano.
En navegación es muy estable gracias al uso del SATRAP, un sistema basado en el desplazamiento de cuatro contrapesos transversales de 22 toneladas cada uno, encerrados en dos carriles de unos 60 metros de longitud, junto con cuatro aletas estabilizadoras activas y doble timón.  
Cuenta también con 10 tanques para almacenar 3.000 m³ de JP-5 para sus aeronaves, 1.500 de DFM para trasvasar a las unidades de escolta, y capacidad para estibar 4.900 m³ de todo tipo de municiones en tres pañoles, distribuidos dos hacia proa y otro hacia popa. Para el acopio de víveres dispone de diversos pañoles, para un periodo máximo de un año. 
Dispone de dos catapultas C13-3 de 75 m de origen norteamericano, del mismo tipo de las utilizadas en los de la clase Nimitz de la US Navy aunque adaptadas al menor tamaño del buque francés. Las catapultas son capaces de lanzar todo tipo de aviones de hasta 22 ton. de peso a la velocidad de 300 km/h., a un ritmo de un avión cada 30 segundos.
Está preparado para tripulación mixta con un máximo del 15%, y se compone de 1.250 personas más 610 del ala aérea embarcada. Temporalmente, además, puede alojar a bordo en caso de necesidad un contingente de infantería de marina de 800 efectivos.

## Armamento

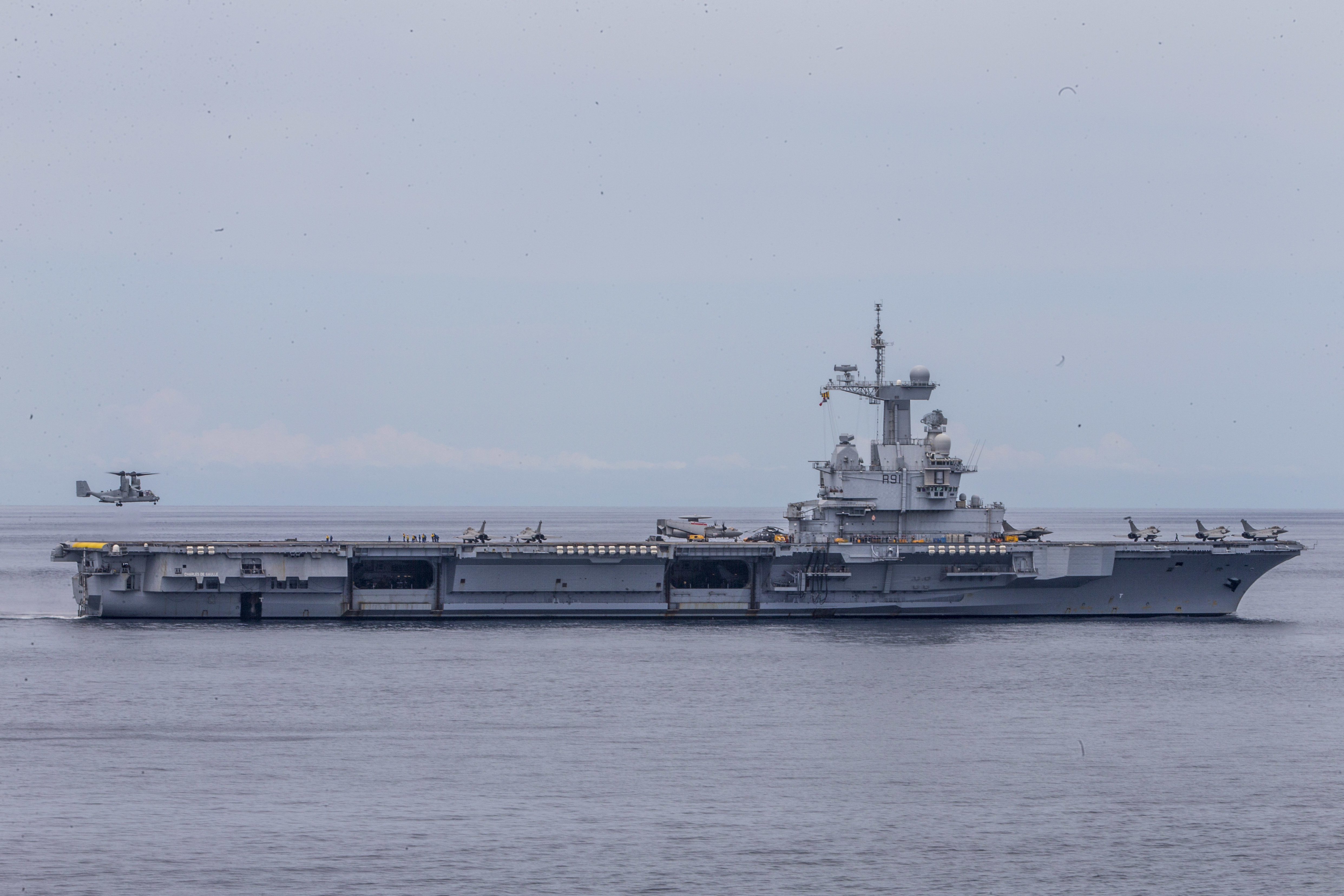
Vista de estribor del Charles de Gaulle (R 91) en 2019.

De acuerdo con las tendencias actuales, la defensa está confiada en cuatro lanzadores verticales Sylver con ocho celdas cada uno y que albergan el misil antiaéreo Aster 15. Cuenta con dos lanzadores verticales por banda, dos lanzadores séxtuples Sadral igualmente por ambas bandas, más cuatro lanzadores dobles Mistral, también en ambas bandas e isla. Actualmente no monta ninguno de los ocho montajes previstos del cañón Giat F2 de 20 mm, complementados con otros montajes sencillos de 12.7 mm.

## Electrónica

### Contramedidas y sistema de combate
Están formadas por montajes de señuelos antiaéreos Sagaie y LAD, montajes antisubmarino SLAT.
Su sistema de combate abarca tres funciones principales codificadas como: AIDCOMER, SDC y SYTEX, más dos secundarias denominadas AVIATION y SCEB. El control de fuego convencional se efectúa mediante dos directores optrónicos Sagem VIGY 105, situados en la isla por estribor.

### Radares
Los radares de descubierta aérea son un tridimensional DRBJ11B, situado en un igloo hacia popa, más el DRBV26D mirando hacia proa, el de superficie un DRBV15C y el de control de tiro, el tridimensional Eurosam Arabel situado en otro igloo más pequeño, ambos en la plataforma superior y de la firma Thompson respectivamente. 
En cuanto al de navegación, está compuesto por dos DRBN34 de la firma Racal. Cuenta también con un Tacan NRBP20, todos ellos situados en la isla. 

## Ala aérea embarcada

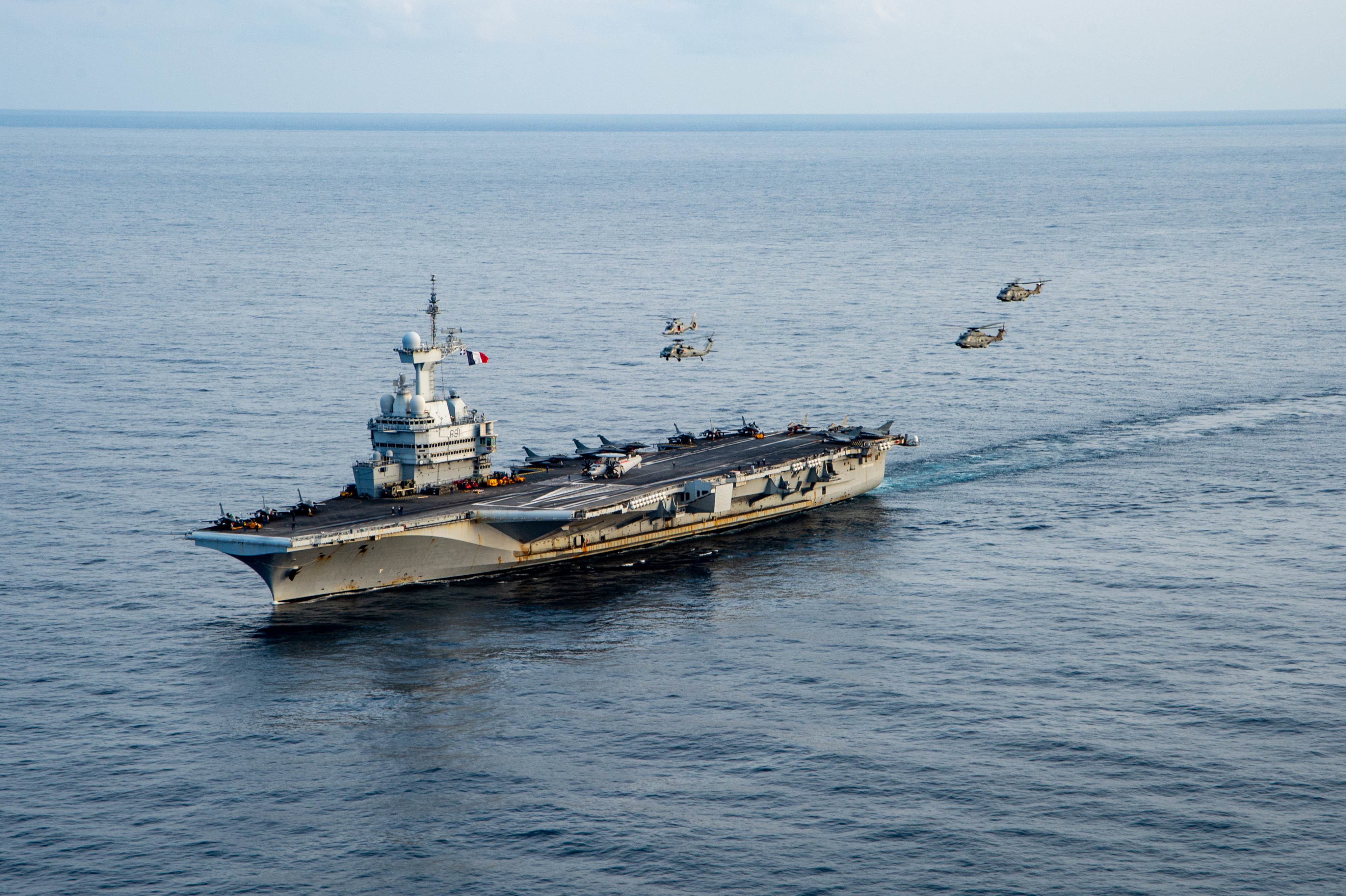
El Charles de Gaulle (R 91) en maniobras con helicópteros en 2022.

El Charles de Gaulle está equipado con un hangar para 20-25 aviones, con lo cual se estima que su grupo aéreo embarcado podría llegar hasta a unas 40 aeronaves. En el diseño original el Ala Aérea embarcada estaba compuesta por unas 40 aeronaves: 24-28 Rafale M F3, 2 Grumman E-2C Hawkeye y 5 helicópteros de diferentes modelos, dos Eurocopter AS565 Panther y otros dos AS-322 Cougar y NH90 Caïman Marine. Se han ido sustituyendo los veteranos Super Etendard, durante el último tercio de su vida operativa de estos, por los más modernos y capaces Rafale M, en la medida que han ido entrando en servicio. 
En 1999, en una excepción en su política de compras de productos nacionales, la marina francesa adquirió dos Grumman E-2 Hawkeye C Grupo II para operar desde el Charles de Gaulle. Más tarde se adquirió otro aparato más, aunque la Armada hubiera querido otro más. Las catapultas, previstas para operar aviones de combate (Super Étendard, Rafale y F/A-18C/D) debieron ser adaptadas para que los E-2C pudieran despegar. Sin embargo no se ha podido solucionar el que los aviones puedan despegar y aterrizar simultáneamente, debido al relativamente pequeño tamaño de la pista.
En la medida de lo posible el ala embarcada se entrena con la US Navy, siendo la única otra marina occidental que opera portaaviones CATOBAR, fomentando la interoperatividad. Así aviones  F/A-18E/F de la US Navy aterrizan y despegan del Charles de Gaulle y lo mismo hacen los Rafale en los portaaviones estadounidenses. En 2011 la US Navy ha prestó dos C-2 Greyhound al Grupo Naval para apoyar las operaciones en Libia. También estaba previsto que si los F-35C entraran en servicio en la Royal Navy estos también entrenaran con el portaviones.

## Capacidades

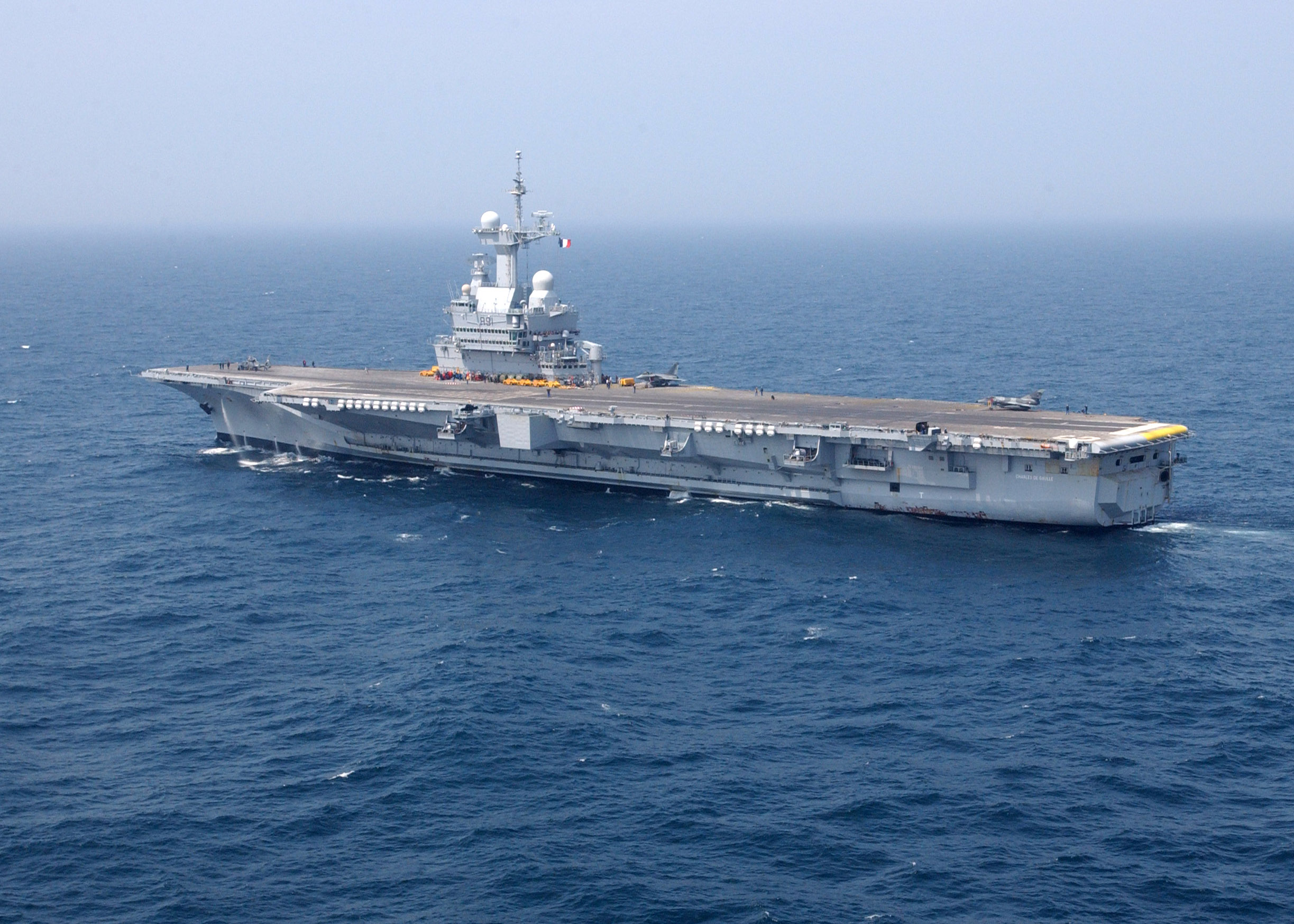
Cubierta de vuelo del Charles de Gaulle en 2005.

Este nuevo tipo de portaaviones está preparado para un uso polivalente tanto en tiempo de paz como de guerra, pudiendo lanzar sus aviones con una mar de fuerza 5/6. Su capacidad máxima operativa es de 100 salidas de combate por día, empleando un promedio de 20 a 24 aviones o varias olas de cuatro u ocho aparatos, básicamente en dos tipos de misiones: la principal dedicada al ataque de objetivos militares, industriales o navales, más control y protección de áreas marítimas; la secundaria en apoyo de misiones terrestres, cooperación con otras armas en operaciones helitransportadas y de ayuda humanitaria en zonas de desastre. 
Como insignia de un grupo de combate puede lanzar cinco oleadas de aviones, compuestas entre 20 y 24 aparatos en 24 horas a 400 millas del objetivo y a una distancia comprendida entre 150 –200 millas, sucesivas olas de cuatro u ocho aparatos cada hora y media.
La tripulación dispone de una interesante habitabilidad, con camaretas de capacidad variable, entre nueve y 21 personas, dos cocinas polivalentes capaces de servir 4.000 comidas diarias, tres cafeterías, cuatro cámaras independientes para jefes, oficiales, suboficiales y marinería, una gran cámara de recreo, un hospital autónomo para 60 plazas, equipado con dos quirófanos, cámara para deportes, oficina de correos, dos peluquerías y supermercado, todo pensado para poder permanecer un año en la mar, sin necesidad de aprovisionarse.

## Historial

### Pruebas y problemas técnicos
El Charles de Gaulle inició sus pruebas de mar en 1999. En ellas, se identificó la necesidad de extender su cubierta de vuelo para poder operar E-2C Hawkeye. Esta operación, generó una gran cantidad de publicidad negativa, ya que las mismas pruebas, fueron pasadas en su día con éxito por los portaaviones Foch y Clemenceau cuando los cazas F-8E Crusader (FN) fueron introducidos. Los 5 millones de francos de costo de la extensión, supusieron un 0.025% de incremento sobre el costo total del proyecto del Charles de Gaulle.
El 28 de febrero de 2000, una prueba del reactor nuclear inició la combustión de elementos del aislamiento, lo que produjo gran cantidad de humo.
Durante la noche del 9 al 10 de noviembre de 2000, cuando se encontraba en ruta hacia Norfolk, Virginia, se desprendió una de sus hélices, por lo que tuvo que volver a Toulón para reemplazarla. Las investigaciones que siguieron a este hecho, detectaron problemas estructurales similares en las hélices almacenadas a los que provocaron la pérdida del propulsor. La culpa del incidente recayó sobre el suministrador de los propulsores, Atlantic Industries, que ya había quebrado. Como solución temporal, se decidió usar las hélices de los ya retirados Clemenceau y Foch, lo que limitaba su velocidad máxima a 24 nudos (44 km/h) en vez de los 27 nudos (50 km/h) fijados en los contratos. Esto sin embargo, no afectó a las operaciones aéreas.
El 5 de marzo de 2001, el Charles de Gaulle volvió al mar, y realizó las pruebas con las viejas hélices. Entre julio y octubre, el Charles de Gaulle tuvo que realizar reparaciones por registrarse ruidos anormales, cercanos a los 100 dB, cerca de las hélices de estribor, que hacían esa zona del buque inhabitable.
El 8 de noviembre de 2001, un marinero que realizaba tareas rutinarias de mantenimiento, perdió el conocimiento debido a un escape de gases tóxico. Un oficial que se hallaba fuera de servicio, intento rescatarlo y también cayo sin conocimiento. Fueron rescatados por el equipo médico de a bordo y enviados al hospital de Tolón. Ambos sobrevivieron.

### Reformas

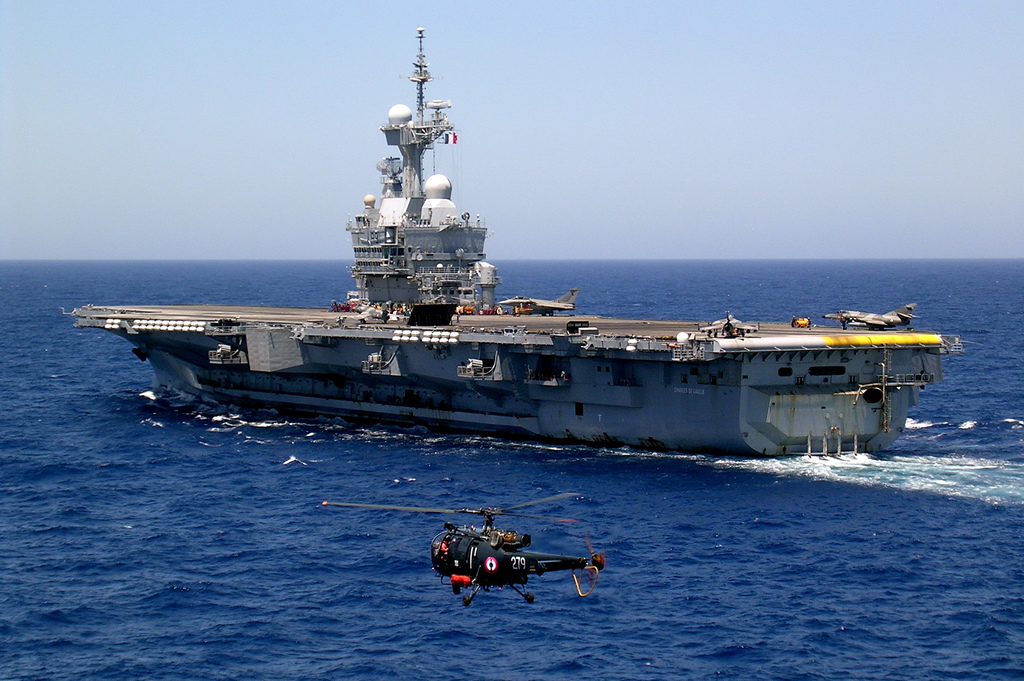
Vista trasera del Charles de Gaulle (R 91) en 2007.

El 16 de septiembre de 2001, la prensa francesa divulgó que los niveles de radioactividad a bordo del Charles de Gaulle, estaban levemente por encima de los aceptables, probablemente debido a algún elemento del aislamiento. Más adelante se descubrió que los niveles de radioactividad eran normales, pero que las regulaciones referentes a niveles de radioactividad aceptables habían cambiado. 
Mientras que los Estados Unidos preparaban su respuesta a los atentados del 11 de septiembre con la operación Libertad duradera, los medios se quejaron por la falta de la fuerza militar francesa desplegable. Al mismo tiempo, la Comisión de Defensa divulgó que el mantenimiento de la flota estaba en un nivel inferior al normal. En este contexto, el Charles de Gaulle, que permanecía en reparaciones, era otra vez un objeto de las críticas, por la falta de potencia militar de un buque que había costado más de 3.000 millones de euros, el expresidente, Valerie Giscard D’Estaing, lo describió como un portaaviones a medias ya que los aviones no pueden despegar y aterrizar simultáneamente en el R91.
El 11 de octubre de 2001, la fragata Cassard, cuatro aviones AWACS y el Charles de Gaulle participaron en una serie de pruebas exitosas del nuevo Link 16, la red de datos ancho de banda de transmisión segura. La red permite la supervisión en tiempo real del espacio aéreo del sur de Inglaterra al mar Mediterráneo. Los datos recogidos también fueron transmitidos en tiempo real por el Jean Bart a través del más viejo sistema link 11.

## Operaciones

### Afganistán: Misión Heracles

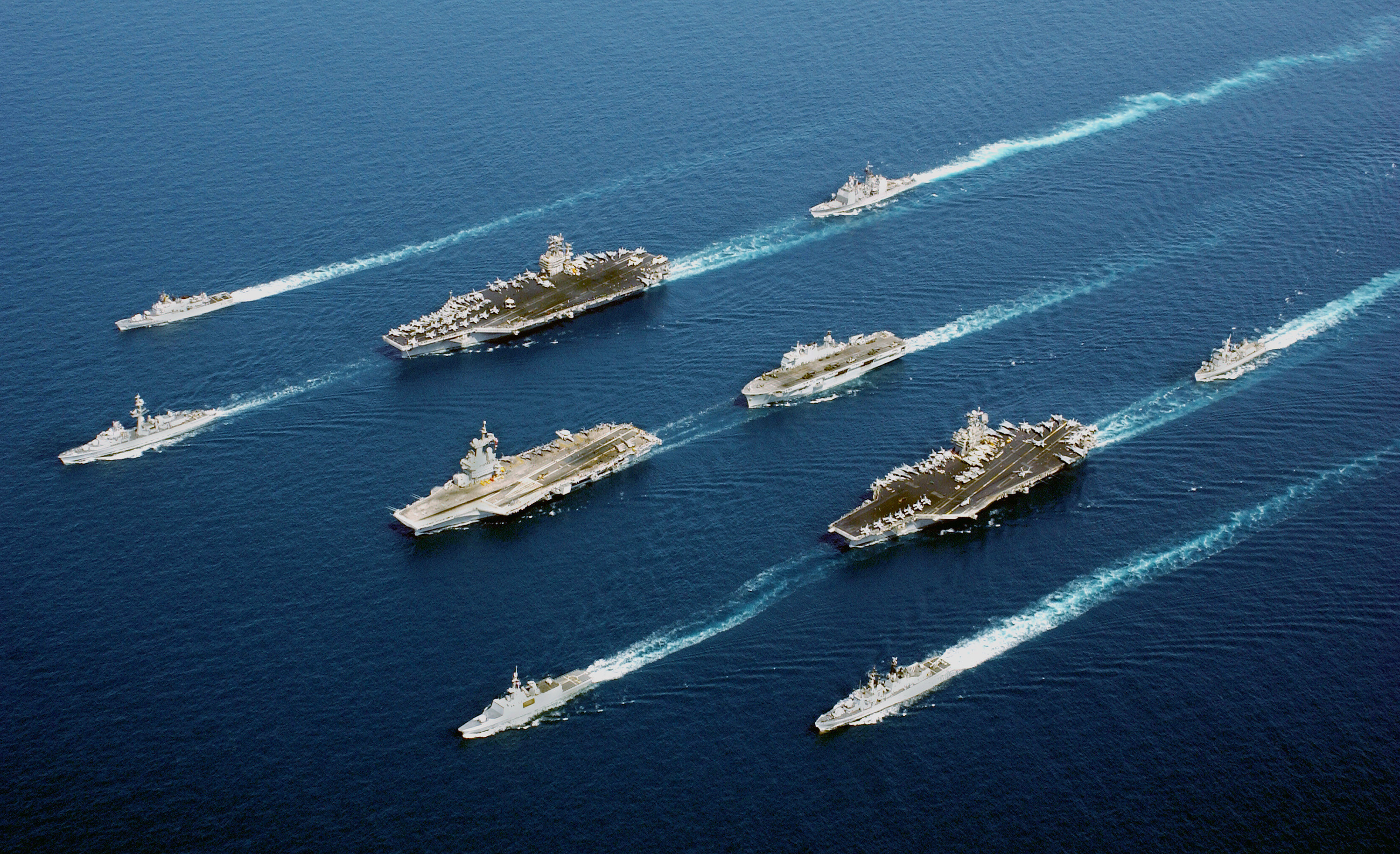
Buques de 5 países (Holanda, Francia Estados Unidos, Italia y Reino Unido) durante la operación libertad duradera, (el CdG en el centro) en el golfo de Orán.

El 21 de noviembre de 2001, Francia decidió enviar el Charles de Gaulle al océano Índico como soporte a la operación libertad duradera contra el área de Afganistán controlada por los talibán. La Task Force 473, con 2900 hombres bajo el mando del Contraalmirante François Cluzel, partió el 1 de diciembre. La task force estaba compuesta por el Charles de Gaulle, las fragatas La Motte-Picquet, Jean de Vienne y la Jean Bart, el submarino nuclear de ataque (SSN) Rubis, el petrolero Meuse y el aviso Commandant Ducuing.
El ala aérea embarcada, estaba compuesta por 16 Super Étendards, un E-2C Hawkeye, dos Rafale Ms y algunos helicópteros. Los Super Étendards, realizaron sus primeras misiones sobre Afganistán el 19 de diciembre. Participaron en misiones de reconocimiento y bombardeo. En total realizaron 140 misiones, con un promedio de 12 diarios y evitaron cinco misiles Stinger.

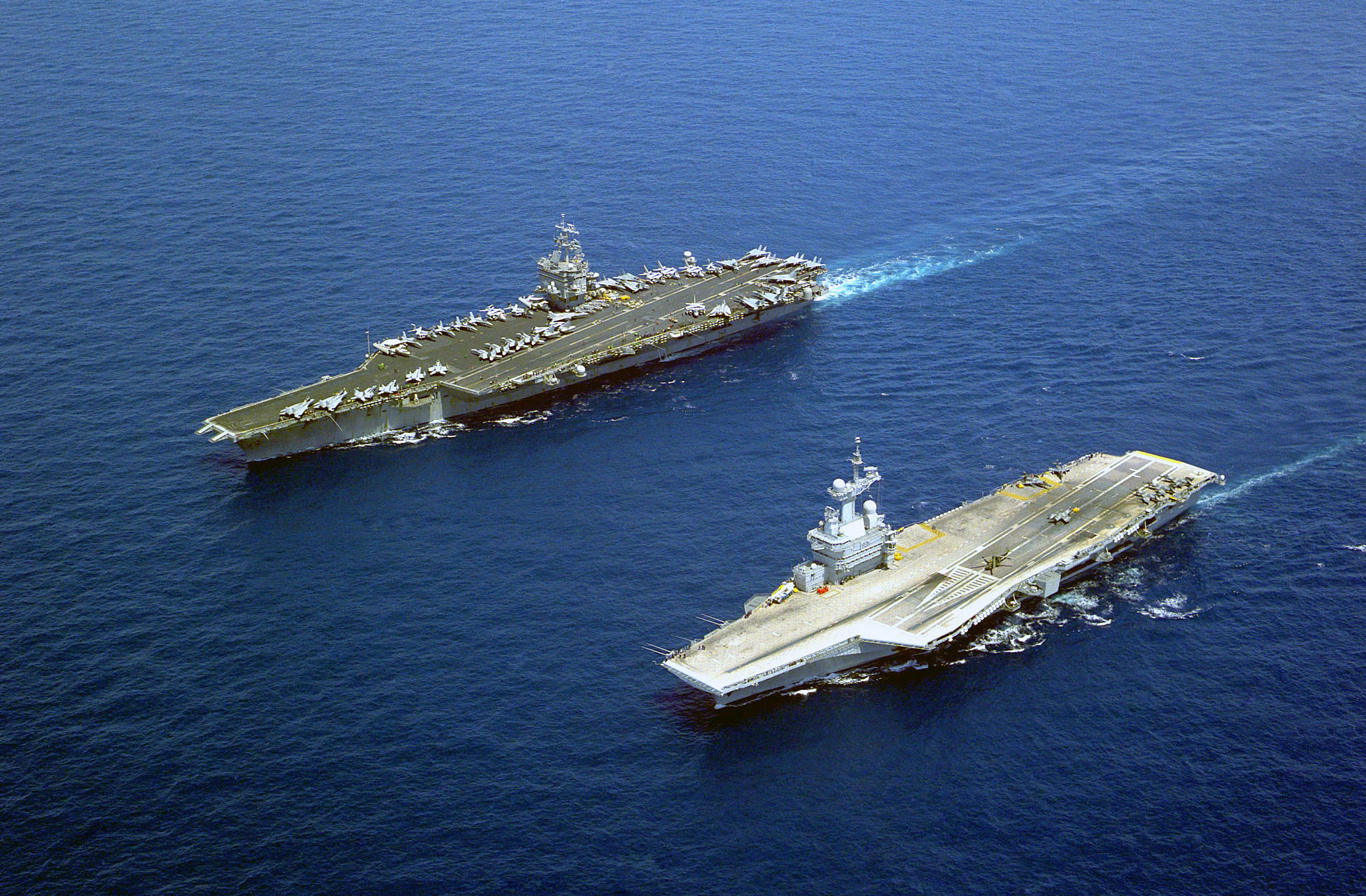
Charles de Gaulle (a la derecha) y USS Enterprise, el primer portaaviones nuclear francés y el primero norteamericano.

El 18 de febrero de 2002, un satellite de observación Helios marcó actividades anormales cerca de Gardez. Al día siguiente, las fuerzas especiales estadounidenses en la región, confirmaron dichas observaciones. El Charles de Gaulle lanzó dos Super Étendards en misión de reconocimiento. El 20 de febrero, fuerzas británicas y estadounidenses, entraron en el valle, y comenzó la "Operación Anaconda" a principios de mayo.
En marzo, los Super Étendards y seis Mirage 2000 realizaron ataques aéreos contra objetivos designados como parte de al Qaeda. Algunos objetivos sugeridos por las fuerzas armadas norteamericanas, fueron desestimados, ante el temor de impactar sobre civiles. Sin embargo, la implicación francesa, fue felicitada por el presidente de los Estados Unidos George W. Bush el 11 de marzo de 2002:

Nuestro buen aliado, Francia, ha desplegado cerca de un cuarto de su armada para dar soporte a la operación libertad duradera".

En ese momento, el complemento aéreo francés, se había incrementado a 16 Super Étendards, 6 Mirage 2000 D, 5 Rafales, y 2 Hawkeye AWACS. Desde febrero, el complemento aéreo del Charles de Gaulle y del  John C. Stennis,  apontaban indistintamente en una y otra cubierta como modo de afianzar la cooperación entre aliados.
El 2 de mayo, el Charles de Gaulle arribó a Singapur para su relevo y retornó a Omán el 18 de mayo.

### Crisis Indio-Pakistaní
En junio de 2002, según varios informes, mientras que Charles de Gaulle estaba en el mar Arábigo, sus cazas Rafale participaron en patrullas de interposición cerca de la frontera entre India y Pakistán, lo que marcó un punto de inflexión en la historia operacional del Rafale M y su integración con el portaaviones. Varias fuentes han especulado en la naturaleza y el propósito exactos de estos vuelos.

### Misión de rescate
El 9 de octubre, el CrossMed (Centro operacional regional para la supervisión y rescate en el mar Mediterráneo) recibió la llamada de socorro de una embarcación de 8 metros, cuyo casco se resquebrajaba. El Charles de Gaulle, de maniobras en la zona, envió un helicóptero con una tripulación de tres hombres, que realizaron el rescate con éxito a pesar de los 35 nudos (65 km/h) de viento, la mar gruesa y la baja visibilidad.

### Otras operaciones

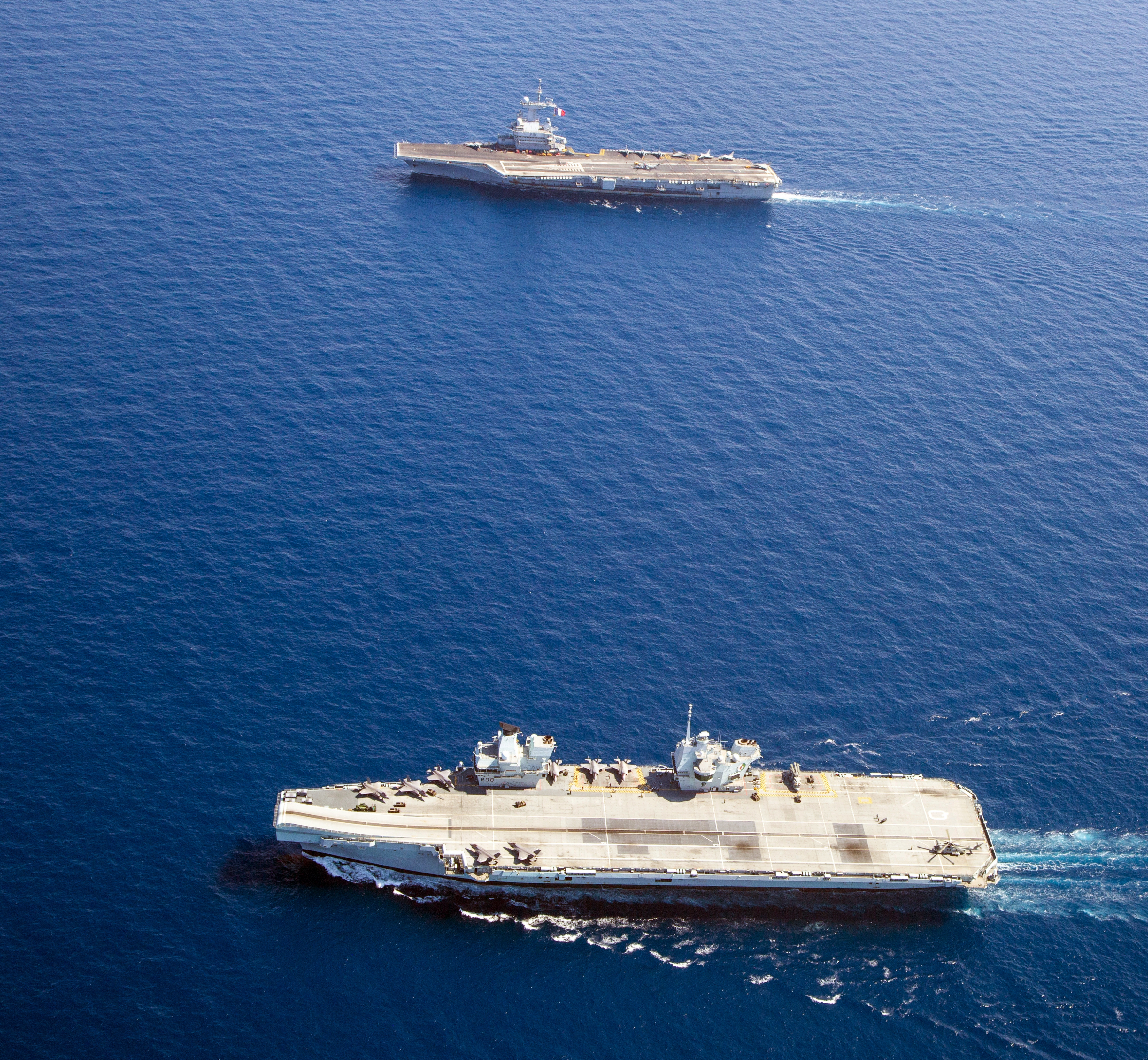
HMS Queen Elizabeth y Charles de Gaulle en el Mar Mediterráneo en 2021.

El Charles de Gaulle participó en otras acciones como parte de la operación libertad duradera en 2005. Volvió al sudoeste de Asia en mayo de 2006 y poco después, apoyó los esfuerzos de la coalición internacional sobre Afganistán. El portaaviones participa regularmente en las maniobras bilaterales entre India y Francia llamadas Varuna.

### Broma
En 2006 tuvo que ser evacuado por una amenaza de bomba, que resultó ser falsa, el autor de la broma fue condenado a pagar una multa de 20.000 euros y 6 meses de cárcel.

### Primera Gran Actualización
El Charles de Gaulle realizó su primera gran varada, que comenzó en septiembre de 2007. El punto culminante de estos 15 meses de revisión y mejoras, llegaran con el reaprovisionamiento de la planta nuclear tras 6 años de servicio, durante los cuales, el Charles de Gaulle ha navegado el equivalente a 12 veces la vuelta al mundo en 900 días en el mar, y ha efectuado 19.000 lanzamientos con sus catapultas. También se realizarán varias mejoras, incluyendo la instalación de las nuevas hélices propulsoras, que permitirán al Charles de Gaulle alcanzar su velocidad de diseño de 27 nudos, y substituirán a las hélices provisionales usadas desde 2001. El mantenimiento de sus aviones y de los almacenes de armamento también se realizará, para permitir la operación de los nuevos cazas Rafale F3 con capacidad de operar misiles nucleares y misiles de crucero. La anchura de banda de las comunicaciones por satélite será aumentada diez veces. La modernización está prevista que finalice en noviembre de 2008, tras lo cual se prevé un periodo de trabajo intensivo para llevar al Charles de Gaulle y su grupo aéreo de nuevo al estado operacional.

### Operación Hamattan
El portaaviones fue desplegado en marzo de 2011 en la operación dirigida por la OTAN en Libia hasta volver a Toulon en agosto para realizar controles técnicos y descanso de personal. Desde agosto sus aviones de combate Rafale operaron desde una base de la OTAN en Sicilia.

### Siria 2015
Francia desplegó a finales de 2015 el portaaviones Charles de Gaulle para participar en las operaciones contra el autodenominado Estado Islámico.[cita requerida]

## Integración en la futura armada

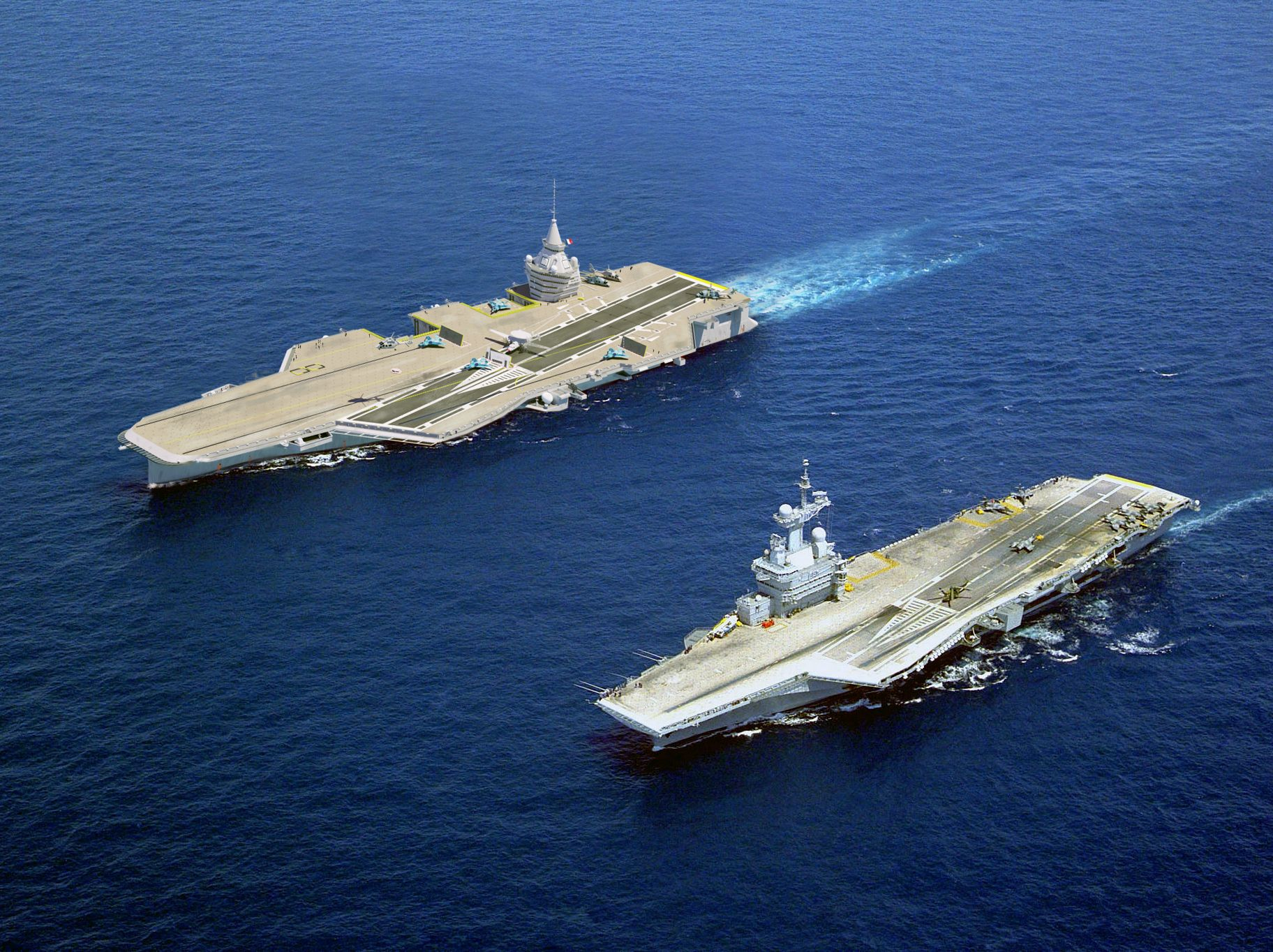
Representación artística del futuro portaviones PANG (R92) navegando junto al Charles de Gaulle, buque que está planificado que sustituya a finales de la década de 2030.

La marina francesa, normalmente ha mantenido en activo dos portaaviones, para tener al menos siempre uno operacional cuando el otro estuviese con sus paradas programadas o en reparaciones. 
Las consideraciones de los costes han hecho que la estandarización del equipo sea una necesidad prioritaria para abaratar el producto final. En este contexto, existían muchas posibilidades de colaboración entre Gran Bretaña y Francia para los futuros portaaviones. Era posible que la nueva serie de buques pueda emplear el diseño británico, incorporando la experiencia reciente con el Charles de Gaulle. La Marina Real Británica quería portaaviones de propulsión convencional para cumplir los requisitos de costes, pero la marina de guerra francesa eligió un diseño nuclear. 
Finalmente, en la década de los 2010 el Reino Unido construyó dos portaviones Clase Queen Elizabeth no nucleares, mientras que Francia está planificando un Futuro portaviones francés llamado, por el momento, PANG que sería botado en torno al año 2034 y entraría en servicio en torno a 2038. Ese buque desplazaría un 41% más de tonelaje que el Charles de Gaulle (75000 toneladas frente a 42000).

## Galería

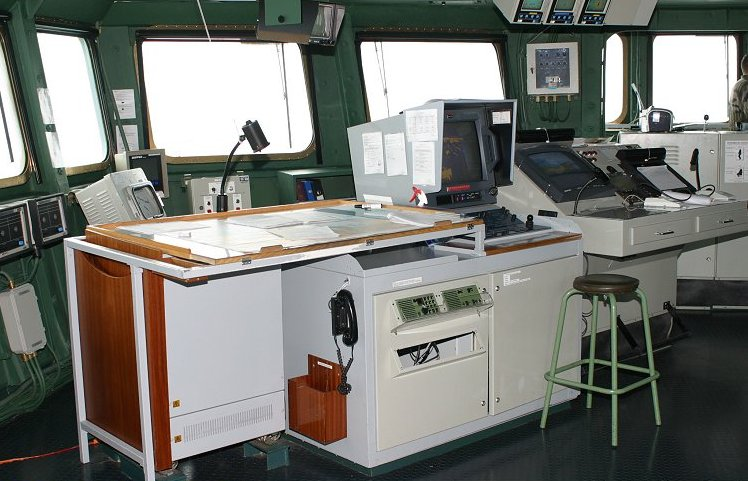
Puente de mando
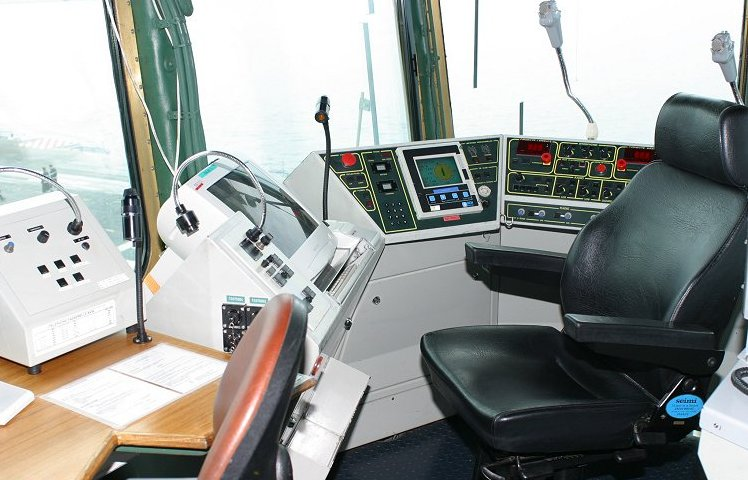
Puente de vuelo
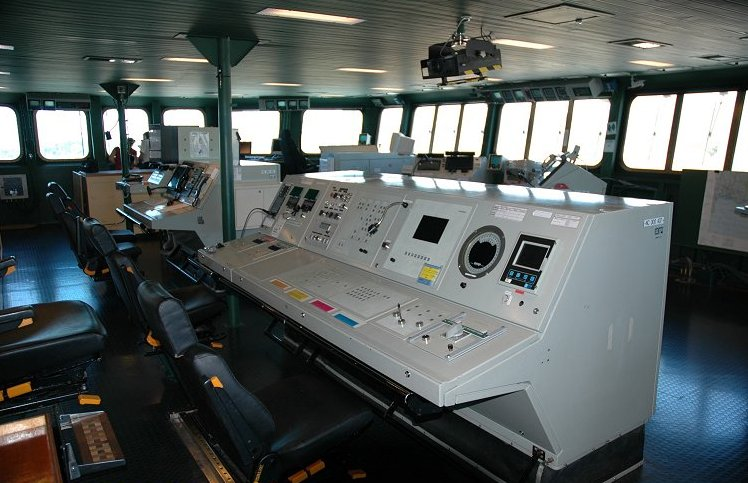
Puente de mando
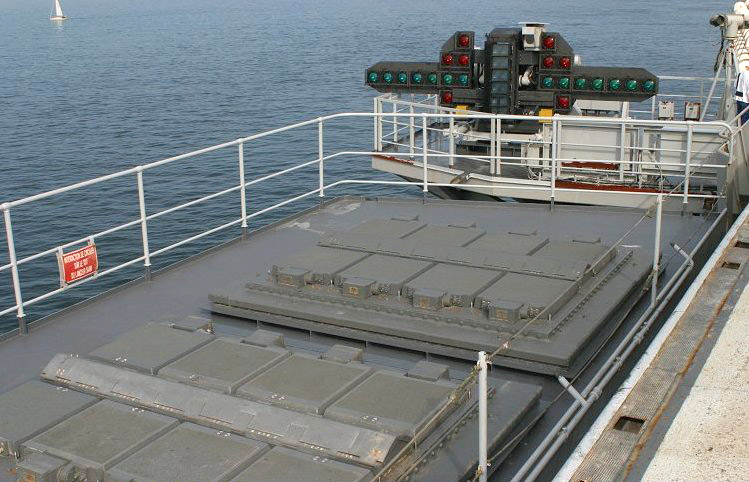
Lanzador vertical Sylver para los misiles Aster 15
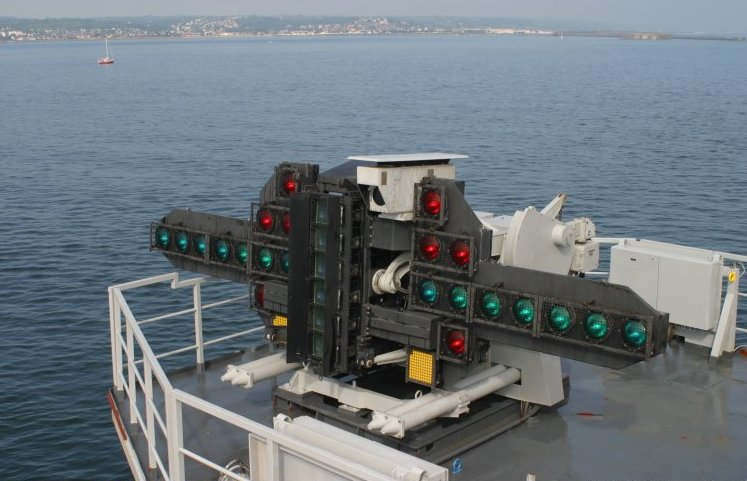
ópticas de apontaje
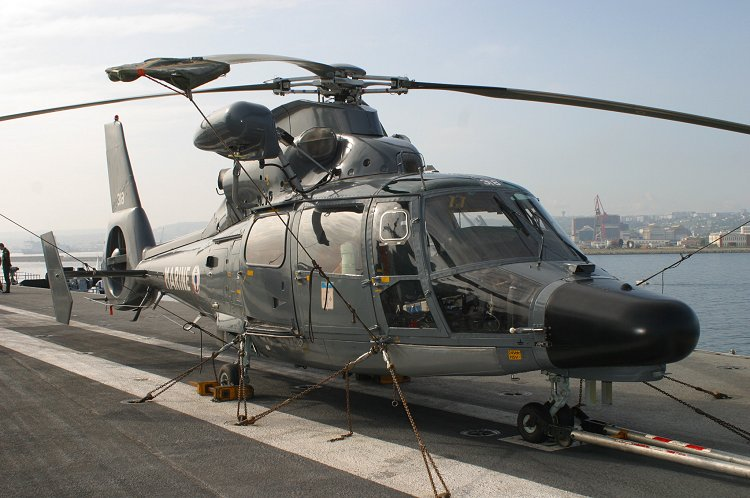
helicóptero de rescate Dauphin en la cubierta de vuelo
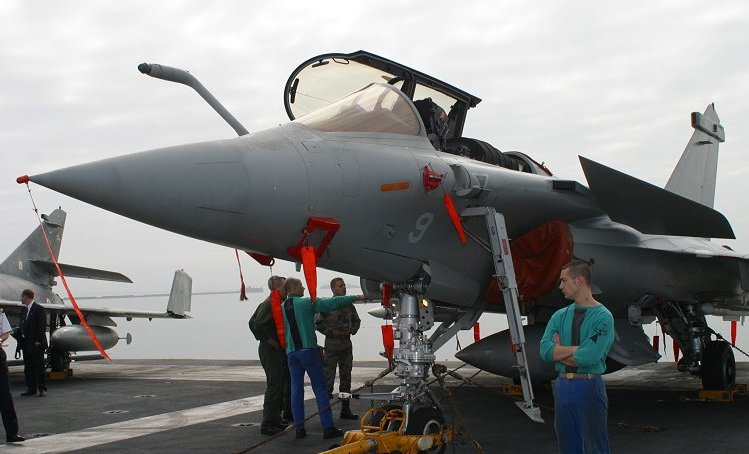
Rafale número 9 en la cubierta de vuelo
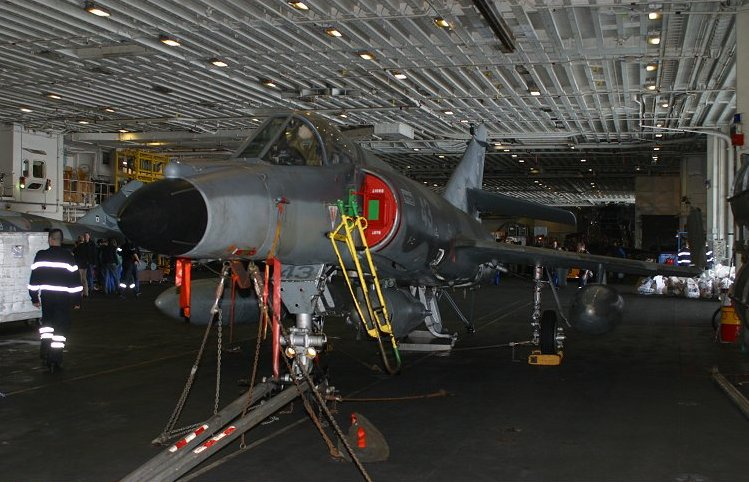
un Dassault-Breguet Super Étendard en el hangar